# Federico Luna Araníbar
Federico Luna Araníbar fue un político peruano. Forma parte de la familia Luna de la provincia de Acomayo que tuvo una gran participación en la política de esa provincia, el departamento del Cusco y el Perú. Así, su padre José Mariano Luna fue diputado por la provincia de Acomayo durante la Convención Nacional de 1833, su medio hermano José Emilio Luna fue diputado por Acomayo entre 1868 a 1876 y senador por el departamento del Cusco en 1895 y su otro medio hermano Mauricio Luna fue diputado por Acomayo entre 1889 a 1894 
En 1865 fue elegido diputado por la provincia de Azángaro. Luego fue elegido miembro del Congreso Constituyente de 1867 por la provincia de Lampa durante el gobierno de Mariano Ignacio Prado. Este congreso expidió la Constitución Política de 1867, la octava que rigió en el país, y que sólo tuvo una vigencia de cinco meses desde agosto de 1867 a enero de 1868. Por entonces formó parte de la comisión parlamentaria acerca de la elección de Prado como presidente constitucional, junto con José Luis Quiñones, Felipe Osorio, Antonio Noya, Mariano Pio Cornejo y José Morales Bermúdez.
Fue elegido diputado por la provincia de Canchis entre 1868 y 1871 durante el gobierno de José Balta y reelecto en 1872 durante el gobierno de Manuel Pardo. En 1874, tras la creación del departamento de Apurímac, fue elegido Senador por ese departamento durante el gobierno de Mariano Ignacio Prado  reelecto en 1876 durante el gobierno de Mariano Ignacio Prado, y en 1879 durante el gobierno de Nicolás de Piérola y la Guerra del Pacífico.